# Elettrostimolazione muscolare
L'elettrostimolazione muscolare (spesso abbreviata EMS) è una tecnica di elettrostimolazione passiva dei muscoli, ottenuta mediante un apposito strumento elettronico.

## Funzionamento

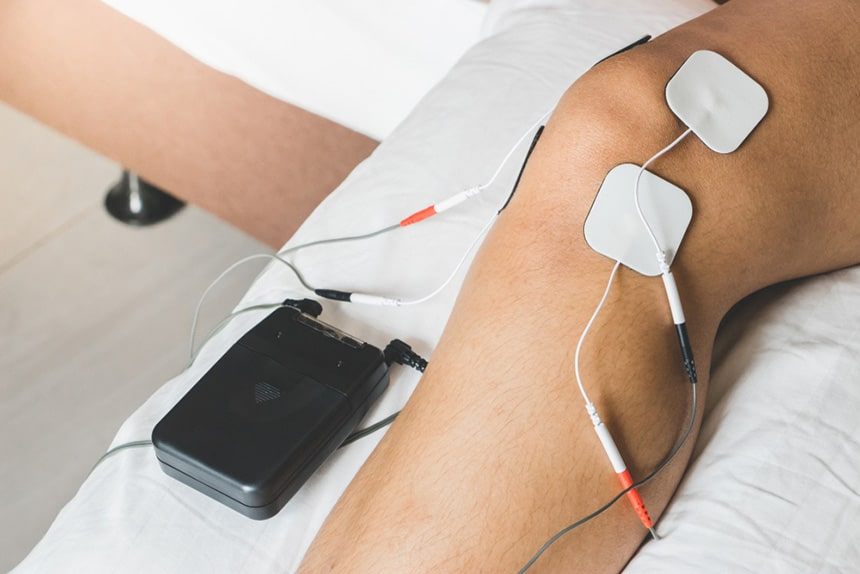
Elettrostimolazione del ginocchio

L'elettrostimolatore è generalmente costituito da una centralina alimentata a batteria e due o più coppie di cavi, collegati a loro volta a elettrodi; questi sono dotati di una superficie adesiva per applicarli direttamente sulla pelle in corrispondenza del muscolo o dei muscoli da trattare. Lo strumento induce negli elettrodi una scarica elettrica a bassa intensità, ripetuta a frequenza e intensità regolabili, che stimola il muscolo simulandone lo sforzo attivo e favorendone così l'aumento di volume. In luogo delle coppie di cavi, esistono in commercio anche cinture con elettrodi fissati al loro interno, utilizzate in preferenza per sciogliere il grasso dell'addome e tonificare i muscoli addominali, oppure per rassodare fianchi e glutei.

## Campi d'impiego
L'elettrostimolazione muscolare è utilizzata come ausilio all'allenamento sportivo, come tecnica riabilitativa e per scopi cosmetici.
In medicina, l'EMS è impiegata nella riabilitazione dopo traumi dell’apparato locomotore, problemi ai muscoli del fondo pelvico e in generale per la prevenzione dell'atrofia muscolare dovuta a inattività forzata. Nell'allenamento l’EMS può migliorare la capacità di raggiungere un determinato obiettivo o prestazione. I dispositivi EMS influiscono invece relativamente sul consumo di calorie, poiché quest'ultimo richiede che la maggior parte del corpo sia attivato nell'esercizio.
Un'applicazione relativamente più recente dell'EMS è la stimolazione muscolare facciale a scopo cosmetico. Serve a rafforzare e tonificare alcuni muscoli facciali rilassati, come le guance cadenti. La stimolazione elettrica può accelerare il processo di tonificazione, solitamente ottenuta con esercizi attivi tradizionali, ma è utilizzata anche per il rilassamento degli stessi muscoli, di solito quelli della parte superiore del viso.

## Controindicazioni
Casi di rabdomiolisi sono stati segnalati dopo sessioni di stimolazione elettrica, anche in soggetti allenati. L'elettrostimolazione può portare a emissione di mioglobina che a sua volta può danneggiare i reni. Per prevenire tali complicazioni si raccomanda solitamente di controllare i valori di creatinfosfochinasi (CPK) e il colore dell'urina dopo la sessione.